# Tai To Yan
Tai To Yan (kinesiska: 大刀屻) är ett berg i Hongkong (Kina). Det ligger i den norra delen av Hongkong. Toppen på Tai To Yan är 542 meter över havet, eller 353 meter över den omgivande terrängen. Bredden vid basen är 5,2 km.
Terrängen runt Tai To Yan är huvudsakligen kuperad, men norrut är den platt. Runt Tai To Yan är det mycket tätbefolkat, med 2 521 invånare per kvadratkilometer. Centrala Hongkong ligger 18,9 km söder om Tai To Yan. I omgivningarna runt Tai To Yan växer i huvudsak städsegrön lövskog.